# Weng Tiehui
En aquest nom xinès, el cognom és Weng.
Weng Tiehui (xinès: 翁铁慧; Ningbo, 12 d'abril de 1964) és una política i professora d'universitat xinesa. És membre del Partit Comunista Xinès d'ençà del juny de 1984 i ha estat implicada en la política xangainesa tant com en la nacional.

## Trajectòria
El 1985, es va graduar a la Universitat Fudan en Economia Global i hi va fer un màster. Després, del 1988 fins al 1995, va encetar la carrera professional dedicant-se a l'ensenyança al mateix centre que tot just l'havia acollida. Va treballar-hi com a ministra del departament de qüestions estudiantils, com a secretària adjunta del comitè del partit i finalment com a vicepresidenta del Ministeri d'Educació.
Entre el 2003 i el 2008, va exercir de secretària adjunta del comitè del partit d'educació municipal de Xangai i de secretària adjunta del comitè del partit laboral d'educació i ciència municipal de Xangai. A partir del febrer de 2008, va ser secretària general adjunta del Govern Popular Municipal de Xangai. Per a acabar-ho d'adobar, quan va deixar el càrrec el 2013, va esdevenir vicealcaldessa de Xangai, a més de presidir la Societat de la Creu Roja de Xangai. El gener de 2019, va ser nomenada viceministra del Ministeri d'Educació de la República Popular de la Xina.